# Mugil rammelsbergii
Mugil rammelsbergii är en fiskart som beskrevs av Tschudi, 1846. Mugil rammelsbergii ingår i släktet Mugil och familjen multfiskar. Inga underarter finns listade i Catalogue of Life.